# Видлица (река)
Ви́длица — река в России, протекает по территории Олонецкого и Пряжинского районов Карелии. Длина реки — 67 км, площадь водосборного бассейна — 1320 км², ширина от 20 до 80 метров, скорость течения 1 км/ч.
Истоки реки расположены в южной части Ведлозера в его губе Алалехен. В отличие от большинства Карельских рек ход реки не петляет по озёрам и болотам, а движется с восточного склона Тунгудской возвышенности с достаточно большим уклоном. В русле реки насчитывается 46 больших и малых порогов и перекатов, большинство из которых сосредоточено в среднем течении, что делает реку привлекательной для водного туризма. Крупным населённым пунктом по ходу течения реки является село Видлица. Река богата рыбой, в ней водятся около 20 видов, включая сёмгу, кумжу, сига, ряпушку, хариуса.
В XIX — начале XX веков река служила для перевозки руды плашкоутами для Туломозерского завода. В настоящее время в устье Видлицы есть причалы для маломерных судов.

## Бассейн

### Притоки
(от устья к истоку)
- Новзема — 3,3 км по правому берегу.
- Кура — 50 км по левому берегу.
- Сюряоя — 61 км по правому берегу.

### Озёра
К бассейну Видлицы относятся озёра: Оравуярви, Турумюсъярви, Сельгемюслампи, Урадъярви, Пульчелла, Кинеярви, Синемукса, Кедъярви, Калиярви, Гаппамус, Онгимус, Пертъярви, Новоземское, а также озёра бассейнов рек Нялма и Вухтанеги, впадающих в Ведлозеро.

## Данные водного реестра
По данным государственного водного реестра России относится к Балтийскому бассейновому округу, водохозяйственный участок реки — Водные объекты бассейна Ладожского озера без рек Волхов, Свирь и Сясь, речной подбассейн реки — Нева и реки бассейна Ладожского озера (без подбассейна Свири и Волхова, российская часть бассейнов). Относится к речному бассейну реки Невы (включая бассейны рек Онежского и Ладожского озера).
Код объекта в государственном водном реестре — 01040300212102000011556.